# 타이탄하늘소
타이탄하늘소 (학명: Titanus giganteus 티타누스 기간테우스[*])는 아마존 우림에 사는 하늘소과의 딱정벌레이다. 속명과 종소명 모두 거대하다는 뜻을 가진다.
몸길이는 15cm 내외로, 헤라클레스장수풍뎅이와 함께 세계에서 가장 큰 딱정벌레로 꼽힌다. 타이탄하늘소속(Titanus)의 유일한 종으로, 현지에서는 등화를 통해서만 채집되며 다른 채집 방법은 알려지지 않았다. 성충 수컷은 죽을 때까지 어떠한 것도 먹지 않으며, 유충 시기에 비축한 모든 에너지를 짝을 찾기 위해 이동할 때만 사용한다. 암컷은 한때 전혀 발견되지 않았으나 현재는 매우 드문 빈도로 발견된다. 암컷은 수컷과 달리 등화에 날아오지 않으며, 나무 줄기 등에 앉아 수컷을 기다리는 것으로 알려져 있다. 발견된 지 250년이 지났지만, 애벌레는 아직까지도 전혀 발견된 바 없다.

## 분포 및 서식지
타이탄하늘소의 원 서식지는 베네수엘라, 콜롬비아, 에콰도르, 페루, 기아나, 브라질 중북부 등 남아메리카 도처에 깔린 열대우림이다. 아마존 우림이 가장 많이 발견되는 곳이며, 한편으로 생태 조건이 유리하다면 남아메리카의 다른 지역에서도 발견되기도 한다.  여기에는 브라질의 대서양 숲, 베네수엘라의 오리노코 분지, 콜롬비아의 초코-다리엔 습윤림 지역이 포함된다.
주로 썩은 나무가 많은 오래된 숲에서 발견되며, 다른 동물이나 사람의 주요 식량 공급원 역할을 하기도 한다. 그러나 생존에 충분한 환경이 존재하는 이차림과 교란된 서식지에서 발견되기도 한다.
남아메리카 전역에 드넓은 분포를 보임에도 타이탄하늘소는 야행성인 점과 은밀한 행동으로 인해 보거나 발견하기가 드물다. 따라서 다양한 산림 서식지 내의 개체군 역학뿐만 아니라 그 분포에 대한 더 나은 지식을 얻기 위해서는 철저한 조사와 연구가 필요하다. 그러나, 열대 우림에 서식하는 다른 많은 종들처럼, 타이탄하늘소는 서식지 파괴, 남벌, 기후 변화로 인해 생존이 위협받고 있으며, 이 모든 것들이 분포와 개체수 수준에 상당한 영향을 준다. 따라서 자연 서식지를 유지하는 데 중점을 둔 보존 활동은 타이탄하늘소의 생존을 계속 보장하는 데 있어  매우 중요하다.

## 해부구조 및 생리
타이탄 하늘소는 가장 큰 딱정벌레 가운데 하나로 몸길이는 최대 170 mm (6.7 in)에 달한다. 크기는 크더라도, 연구에 따르면 하늘소과에 속하는 곤충들은 뒷날개가 유난히 짧다고 한다. 추가로 뒷날개는 암컷에게는 존재하지 않아 비행을 할 수가 없다.
겹눈을 가지고 있으며, 수 백 개의 육각형 면이 눈의 중앙 부분을 덮고 그 주변을 오각형 또는 사각형 면이 덮고 있다.
타이탄하늘소의 독특한 점은 앞가슴의 앞쪽 가장자리에 보이는 독특한 고유성 털들이 줄지어 있다는 것이다. 이 털들은 그 환경을 검토하기 위해 체표면의 변화를 탐지하는 기계자극 수용 기능을 한다.
더듬이는 환경에 대한 감각 정보를 제공하는 감각모가 달린다. 여러 자극을 감지하는 감각기 등 여러 종류의 감각모가 있다. 생식기는 번데기 시기에 정소가 각각 15개의 소낭을 가지는 12~15개의 엽으로 구성되어 있어 톱하늘소아과 내 다른 종들과 비슷하다. 타이탄하늘소의 생식 해부구조에서 특이한 특징 중 하나는 소낭 크기의 변화이다. 더 큰 소낭을 가진 타이탄하늘소는 정자형성율이 더 높은 것으로 나타났다. 이러한 변화의 기작은 알려져 있지 않다.

### 크기
곤충의 크기는 곤충의 크기는 호흡계를 통해 공급할 수 있는 공기의 양에 의해 제한된다. 곤충의 호흡계는 포유류와 다른데, 그 이유는 가스 교환의 경우 기관계가 혈액으로 산소를 운반하는 대신 충체의 전체 조직으로 산소를 직접 전달하는 것을 포함하기 때문이다. 기관계로의 산소 확산에 대한 제약은 충체의 일부 조직이 산소를 전혀 공급받지 못하는 지점이 발생하기 때문에 도달 가능한 최대 충체 크기를 제한시킨다.

### 미생물군집
성충은 먹이를 먹지 않기 때문에, 매우 얇은 장내미생물군이 소화촉진성 아밀레이스 및 라이페이스 활동을 한 적이 있음에도 불구하고 단백질분해효소 활동이 없다는 점이 흥미롭다. 사람과 다른 동물에게 있어 소화효소인 아밀레아스, 라이페이스, 단백질소화효소는 음식의 단백질 흡수를 위해 아미노산으로 분해하는 역할을 한다. 다른 톱하늘소아과와 차이가 없는 타이탄하늘소의 내장에는 지방이 둘러싸고 있지 않다. 성충이 다른 하늘소류보다 모든 지방 비축량을 더 빨리 소진하도록 되어 있어 기초대사량이 다른 것으로 보인다. 액체-크로마토그래피 질량분석법 (LC-MS)에 따르면 지질의 70%가 트라이아실글리세롤이라고 한다. 이 지질은 오직 비행근에서만 발견되었으며, 지방 비축량은 근육 활동에 필요한 에너지를 제공하는 데 사용된다. 트라이아실글리세롤 내에서 올레산이 가장 풍부한 것으로 나타났다.

## 생태 및 습성

### 먹이
하늘소과는 초식동물인 것으로 알려져 있으나, 톱하늘소아과는 물을 제외하고는 어떤 음식도 섭취하지 않는다. 해부학적으로 볼 때, 타이탄하늘소는 매일 음식을 섭취하는 데 필요한 모든 소화효소 및 지방을 보유하고 있지 않다. 오히려 타이탄하늘소가 애벌레일 때에 곰팡이에 감염된 고사목과 죽은 초본식물를 섭취한다. 초기의 칼로리 섭취는 이 딱정벌레의 수명을 연장하기 위한 것이다. 애벌레의 먹이는 생태계에서 죽은 식물을 재활용하는 데 기여하여 부패물을 부엽토로 전환하는 것이다.
타이탄하늘소의 톱하늘소아과는 충영을 발생시키는 곤충으로 알려져 있다. 식물에서 비정상적으로 자라는 충영은 식물 섭취의 부산물이다. 이 충영은 딱정벌레를 포함한 많은 곤충의 둥지로 사용된다.

### 짝짓기
타이탄하늘소의 짧은 수명 때문에 짝짓기 습성에 대해 구체적으로 알려진 바는 거의 없다. 우리는 타이탄하늘소가 페로몬를 감지하여 짝을 찾는다는 것을 알고 있다. 딱정벌레학 분야에서는 타이탄하늘소의 애벌레가 아직 발견되지 않았다. 이로 인해 타이탄하늘소의 생활환과 번식을 목격하는 것은 매우 어렵다.

## 사진

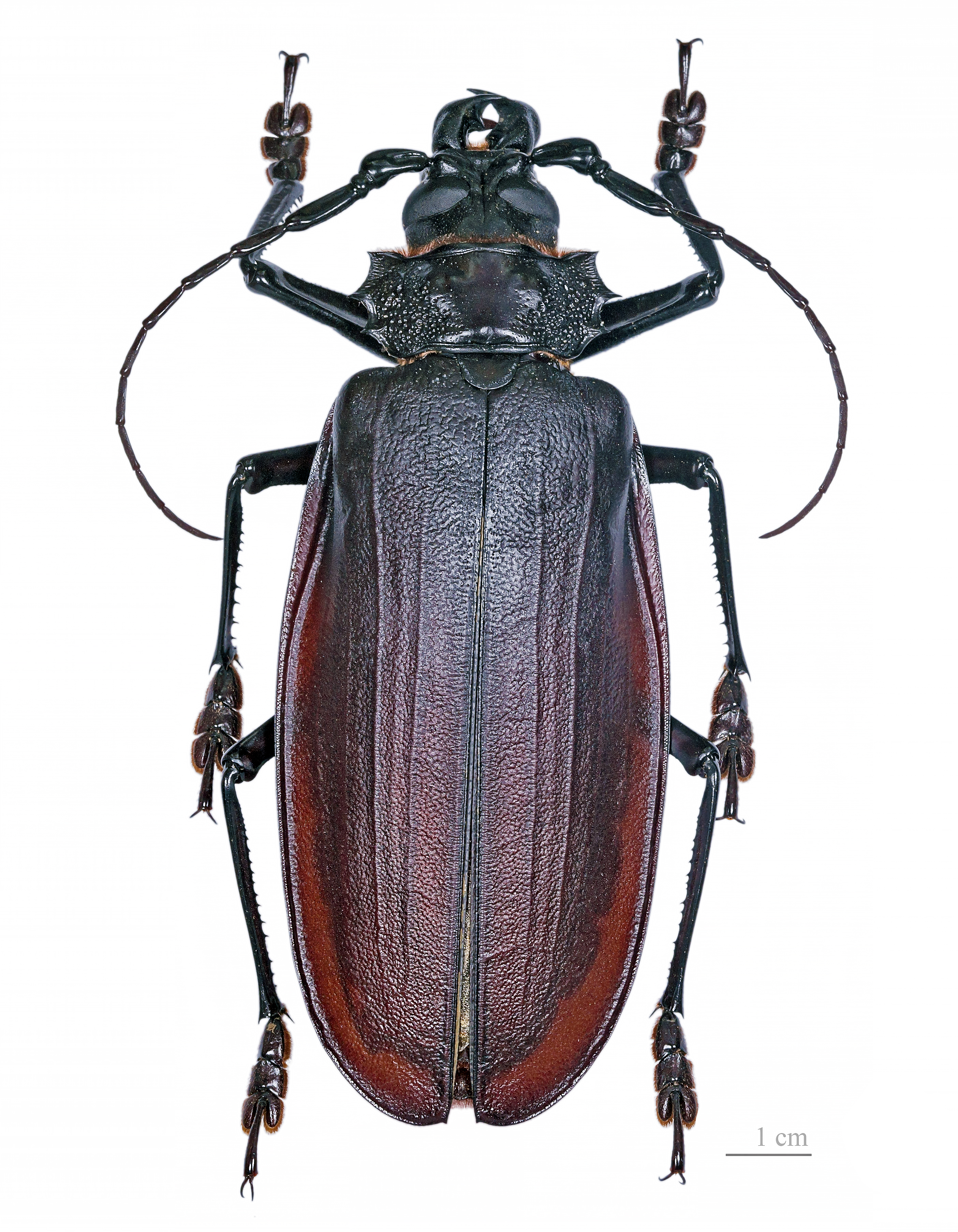
수컷
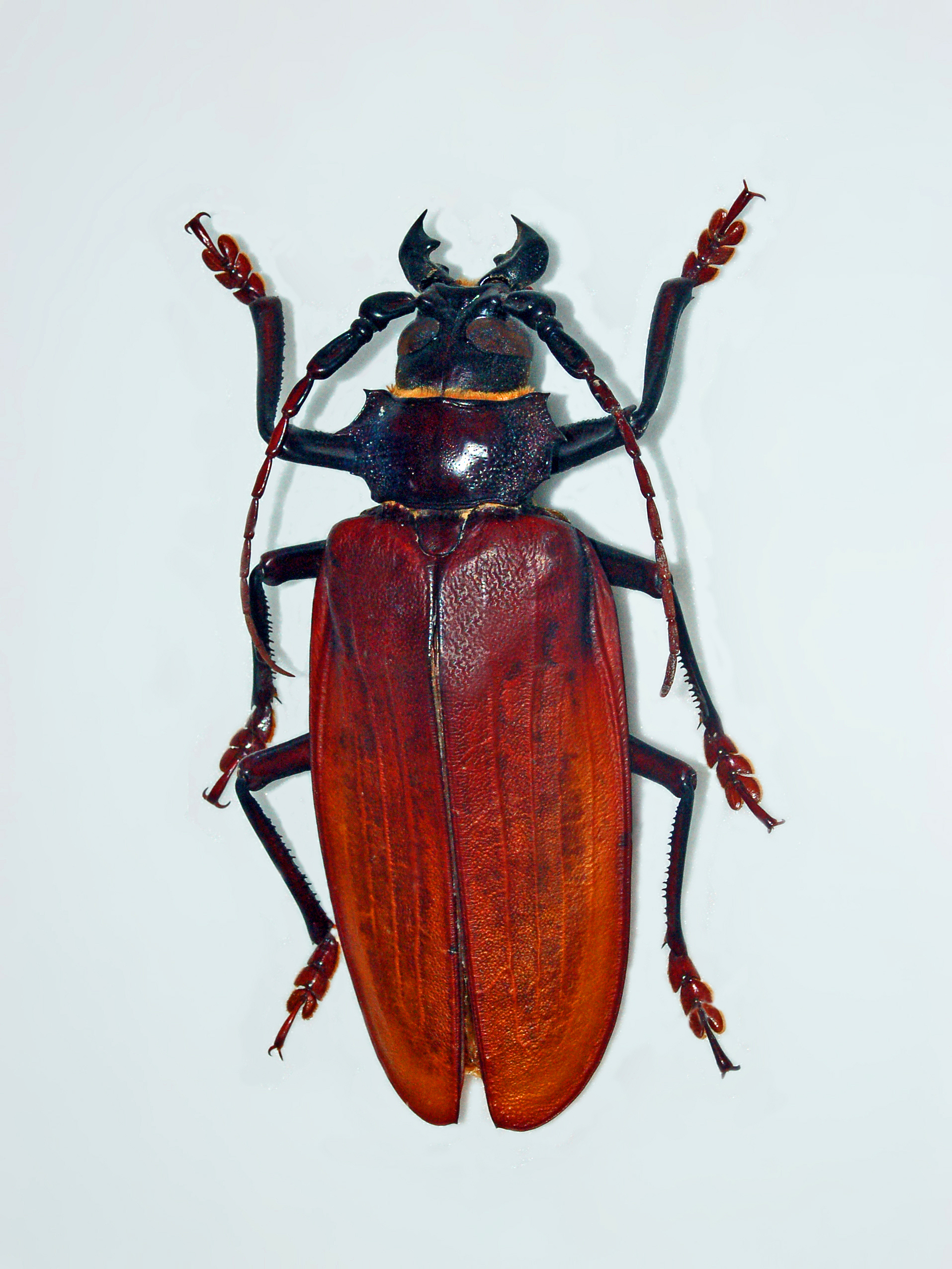
몬트리올 곤충관에 전시된 성충 표본
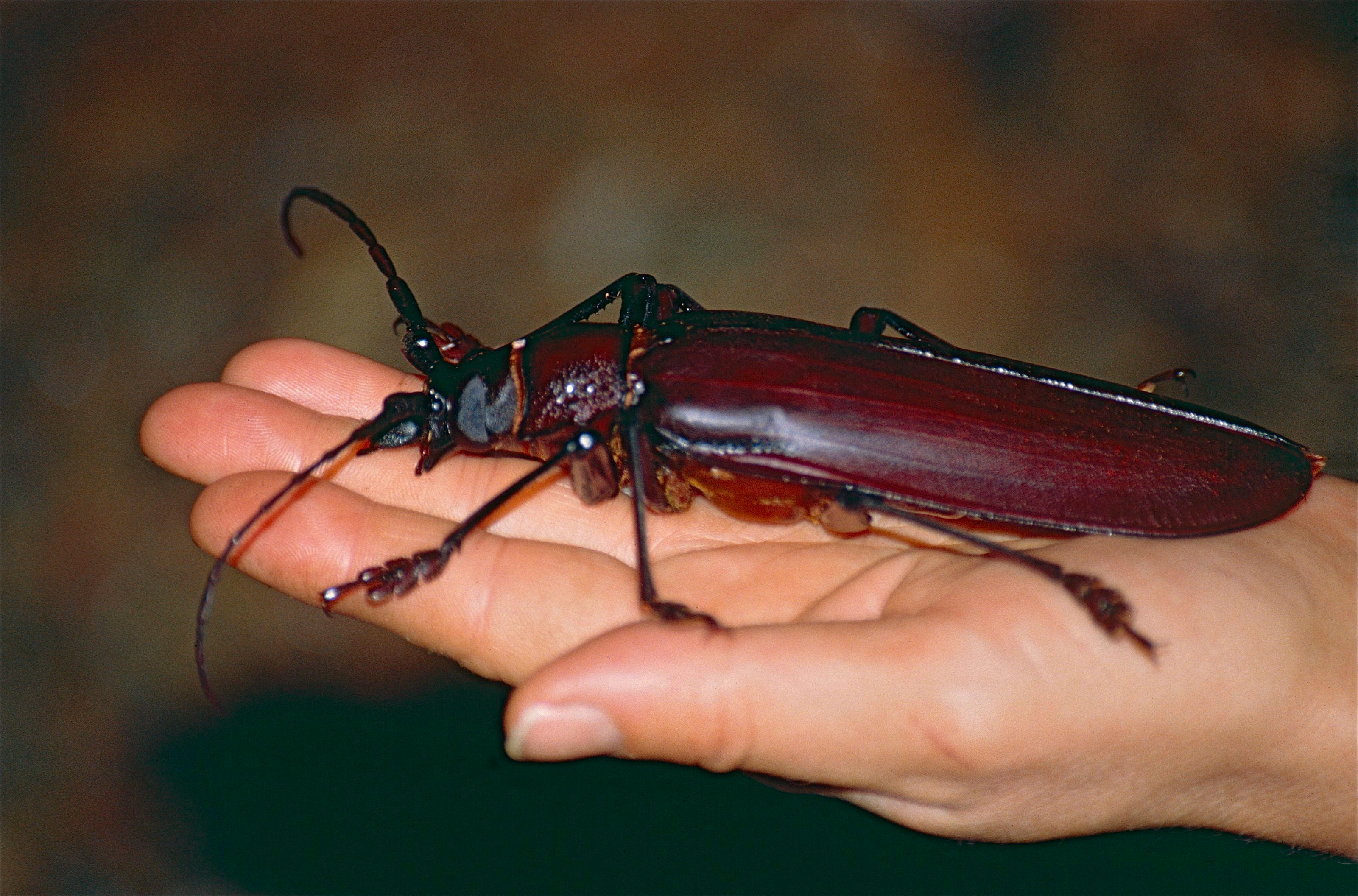
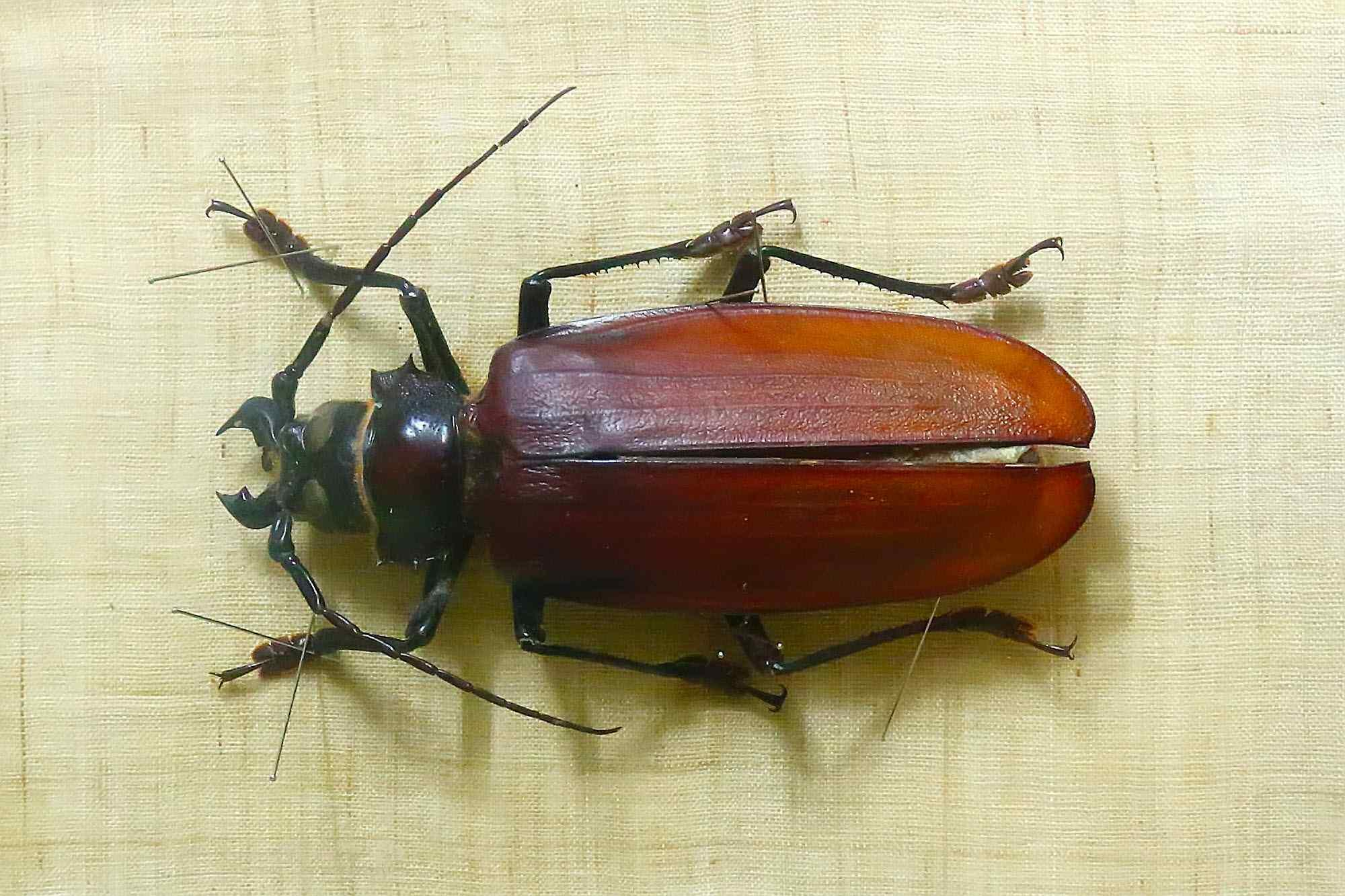
2015년 2월 4일 곤충 수집가 홍승표가 문화재청에 기증한 타이탄하늘소 표본.
날개를 핀 모습